# Vechta
Vechta är en stad i Niedersachsen, Tyskland.  Den är huvudort i distriktet med samma namn. Den ligger efter motorvägen A1.
Författaren Rolf Dieter Brinkmann (1940-1975) bodde här fram till slutet av tonåren och staden är närvarande i såväl dikter som noveller av honom. 